# TyC Sports
TyC Sports (abreviatura de Torneos y Competencias Sports) es un canal de televisión por suscripción argentino, el cual brinda la emisión de eventos deportivos destacados a nivel nacional e internacional. Fue lanzada al aire el 3 de septiembre de 1994 por Tele Red Imagen S. A. (TRISA), una empresa conjunta entre Torneos y Artear.

## Historia
El 3 de septiembre de 1994 salió al aire la primera transmisión de TyC Sports con el ciclo "Campañas", presentado por Gonzalo Bonadeo, convirtiéndose en ese momento en el primer y único canal argentino dedicado 24 horas exclusivamente a deportes y en uno de los cinco primeros canales en la lista de clasificación de cable. Desde sus inicios, la señal se ha encargado de transmitir el Fútbol Argentino y las categorías del ascenso, pero también ha transmitido otros deportes como, baloncesto, atletismo, voleibol, natación, hockey y boxeo; la Copa Davis y los torneos de la ATP: circuitos internacionales y nacionales de atletismo; la Liga Nacional de Básquet, etc.
La existencia de un mercado de cable atractivo junto con la necesidad de contar con una señal exclusiva destinada a la transmisión de eventos deportivos en general y de fútbol en particular, impulsaron en 1991 al Grupo Clarín y al Grupo Telefónica a concretar una asociación con Torneos y Competencias para responder a una demanda de programación deportiva.
De esa unión surgió Tele Red Imagen S. A. (TRISA), que se dedica desde su inicio a comercializar eventos deportivos de primer nivel. Esta empresa fue adquiriendo derechos para la transmisión de diversos eventos deportivos nacionales e internacionales, hasta que por razones operativas y una demanda creciente de audiencia se decidió la creación de TyC Sports, el primer canal de deportes del país.

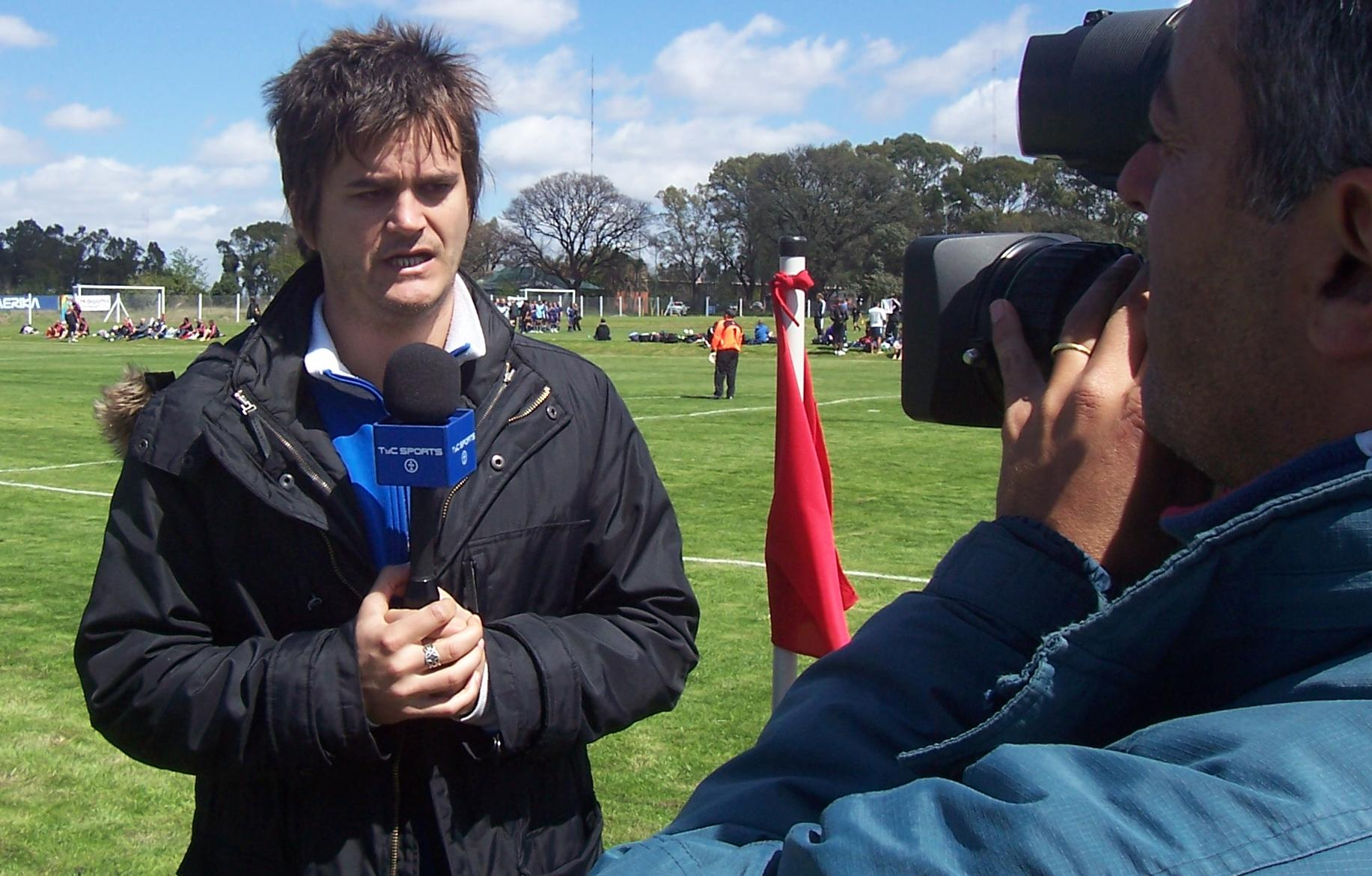
Periodista del canal.

En 2004, TyC Sports entró al mundo de la Internet con el lanzamiento de www.tycsports.com, su primer sitio web oficial, dedicado a las noticias deportivas. El sitio es actualizado diariamente con noticias de fútbol, baloncesto, voleibol, tenis, balonmano, automovilismo, atletismo, boxeo, rugby, entre otros.
El 28 de abril de 2013, TyC Sports utilizó el lazo negro de luto, debido a la muerte de Julio Ernesto Vila, quien fue comentarista principal de Boxeo de Primera al lado de Osvaldo Príncipi en los relatos.
Desde el 3 de febrero de 2014, TyC Sports comenzó a transmitir toda su programación en alta definición las 24 horas. En enero de 2016, las señales en resolución estándar de TyC Sports comienzan a emitir toda su programación en la relación de aspecto 16:9.
A partir de 2014 las coberturas se ampliaron y actualmente la página web realiza transmisiones en vivo por streaming, especialmente entrenamientos de equipos de Primera División, partidos de reserva y conferencias de prensa.

## Controversias
En septiembre de 2024, debido a la crisis económica del país y de los bajos ratings, TyC anuncia despidos de periodistas y recortes en la programación del canal.

## Canales hermanos
- TyC Sports 2: Era una señal premium creada por Televisión Satelital Codificada S.A. (TSC) (sociedad creada por Torneos y Competencias y Artear) e inició sus operaciones el 30 de agosto de 1991 con la denominación de Tele Red Imagen para la transmisión de Fútbol en Vivo, Tenis en Vivo, Básquet en Vivo, Boxeo en Vivo, Voley en Vivo, Carburando (solamente en el interior del país) y Handball en Vivo. El 25 de marzo de 1994 fue renombrada como Torneos y Competencias Premium. El 22 de febrero de 1997 fue rebautizada como TyC Max. Luego de que TSC perdiera los derechos de televisación de la Primera División Argentina en 2009, la señal fue descontinuada y relanzada el 1 de agosto de 2010 se emite bajo el nombre de «TyC Sports (Señal Alternativa)». Desde el 8 de octubre de 2015, fue relanzada oficialmente con el diminutivo nombre de TyC Sports 2 por motivo de las Eliminatorias Rusia 2018.
- TyC Sports 3: señal lanzada también desde el 8 de octubre de 2015, por motivo de las Eliminatorias Rusia 2018.
- TyC Sports Internacional: señal lanzada en 1996, es la señal internacional para Hispanoamérica y los Estados Unidos, donde emite partidos del fútbol argentino y otros eventos deportivos a nivel panregional.

Todos los canales hermanos poseen sus propias señales en alta definición, las cuales emiten la misma programación en vivo.